# Homo faber

Homo faber (în română Omul creator) este un concept filozofic propus de Hannah Arendt și Max Scheler prin care este descrisă capacitatea omului de a controla mediul înconjurător prin intermediul uneltelor. Henri Bergson a folosit conceptul în lucrarea Evoluția Creatoare (1907) pentru a desemna omul primitiv care își făcea singur uneltele necesare, și a definit inteligența drept „imaginația prin ceea ce pare a fi atitudinea originară, este însușirea de a fabrica obiecte artificiale, în special unelte de făcut unelte, și de a varia nelimitat fabricarea”. În literatura latină, Appiud Claudius Caecus a utilizat termenul în Sententiae, referindu-se la abilitatea omului de a-și controla destinul și ceea ce-l înconjoară: „Homo faber suae quisque fortunae” (Fiecare om este maestrul propriului destin). În vechile teorii antropologice, homo faber, definit drept „omul care muncește”, este în contrast cu homo ludens, „omul care se joacă”. De asemenea, în altă relație de opoziție este expresia deus faber (Dumnezeu creatorul), un arhetip al tuturor zeilor.
Expresia homo faber este utilizată de Pierre Schaeffer în Traite des objects Musicaux cu sensul de „omul creator de muzică”; prin această își exprimă experiența sa brută în creația muzicală. Concluzionează că homo faber îl va precede mereu pe homo sapiens în procesul creației.
Homo faber este și titlul unei cunoscute nuvele a autorului de origine elvețiană Max Frisch, publicată în 1957. Povestirea a fost ecranizată în filmul Homo Faber (în engleză Voyager), cu Sam Shepard și Julie Delpy.

## Henri Bergson
În lucrarea Evoluția Creatoare, filosoful francez aducea la cunoștința contemporanilor săi că „Dacă am putea să ne lipsim de orgoliu, dacă pentru a ne defini specia am respecta ceea ce istoria și preistoria ne înfățișează drept caracteristică statornică a omului și inteligenței, n-am mai vorbi poate de homo sapiens, ci de homo faber”. Omul are acel „instinct desăvârșit” care „este o însușire de a folosi și chiar de a construi instrumente organizate; inteligența desăvârșită este însușirea de a fabrica și de a întrebuința instrumente neorganizate”.